# Le Cercle
Le Cercle (franz. Der Kreis, auch bekannt als Cercle Pinay, Atlantic Cercle, Groupe Pesenti oder Cercle Pesenti) ist ein informelles Treffen hochrangiger Persönlichkeiten. Als Elitentreffen ist es vergleichbar mit der Bilderberg-Konferenz, gilt jedoch als geheimer und hat keinerlei öffentliche und nur wenig mediale Präsenz. Nur ausgewählte und eingeladene Mitglieder sind zu dem Treffen zugelassen, welche zur Geheimhaltung verpflichtet sind.
Tagesordnungspunkte und Teilnehmerlisten werden nicht veröffentlicht. Zu den Mitgliedern gehören Diplomaten, hochrangige Politiker, Medienpersönlichkeiten, Unternehmer, Geheimdienstler, Beamte, Hochadelige und weitere einflussreiche Persönlichkeiten.
Im Unterschied zu ähnlichen Denkfabriken wird Le Cercle in der Regel im politischen Konservativismus verortet. Aus archivierten Akten können Ziele und Schwerpunkte der führenden Mitglieder vergangener Jahrzehnte abgelesen werden. Nach einem frühen Fokus auf europäische Integration waren ein christlicher Transatlantismus und ab den 1970er-Jahren die Ablehnung des Kommunismus prägend. In den editoriellen Anmerkungen der posthum veröffentlichten Tagebücher des britischen Mitglieds Alan Clark wird die Gruppe als „eine transatlantische Gesellschaft rechtsgerichteter Amtsträger“ beschrieben.

## Organisation
Der Kreis trifft sich zweimal im Jahr, jeweils einmal in Washington, D.C. und einmal an wechselnden Orten östlich des Atlantik, um – vor allem außenpolitische – Themen zu erörtern. Die Inhalte der Sitzungen von Le Cercle werden nie veröffentlicht, sämtliche Gespräche werden von den Teilnehmern als inoffiziell betrachtet. Die Gruppe ist nach eigener Darstellung an gründlicher Analyse und Diskussion interessiert. Der Cercle war nie vereinsrechtlich registriert, es ist keine Organisation mit verbindlicher Mitgliedschaft, sondern eine informelle Gruppe von weitgehend gleichgesinnten Leuten. Die Teilnehmer an den Konferenzen werden eingeladen und können nicht selbst um eine Teilnahme bitten. Daher ist die Organisation komplett flexibel.

## Geschichte

### 1950–1969: Westeuropäische Ausrichtung
Zentral bei der Gründung des Circle war der französische Anwalt und Geheimagent Jean Violet. Dieser galt als enger Vertrauter des französischen Premierministers Antoine Pinay und hatte persönlichen Kontakt zu Staatsmännern wie Charles de Gaulle und Konrad Adenauer. Violet verfasste 1995 einen historischen Abriss über die Gründung des Cercle, der sich heute im Churchill Archives Center in Cambridge unter der Kennung CAC-AMEJ-31/12 befindet. In diesem schildert er, die außen- und sicherheitspolitische Denkfabrik Cercle Pinay („Pinay-Kreis“) sei 1952/53 gegründet worden. Gründer waren laut dieser Darstellung Premier Antoine Pinay von der konservativ-wirtschaftliberalen Partei CNIP, der deutsche Bundeskanzler Konrad Adenauer (CDU), Franz Josef Strauß (CSU) und Violet selbst.
Hingegen schätzte Brian Crozier, der in den 1980er-Jahren den Cercle leitete, das Forum als „natürlichen Ausläufer von Violets deutsch-französischen Aktivitäten“ ein. Historiker Johannes Großmann hält das für eine zutreffende Einschätzung. Großmann vermutet, dass Violet erst Mitte der 1960er-Jahre begann, den informellen Kreis zu bilden. Das Kennenlernen des Unternehmers Carlo Pesenti habe eine Finanzierung des Cercle ermöglicht. Großmann sieht im frühen Cercle ein dezidiert konservatives Gegenstück zur Bilderberg-Konferenz.
Anderen Quellen zufolge war Pinay der alleinige Initiator der Gruppe.
Es gab zunächst nur zwei informelle Ämter im Cercle – den Präsidenten, anfangs Antoine Pinay, und den Generalsekretär, anfangs Jean Violet. Sie entschieden, welche höchstens zwanzig Personen zu den Gesprächsrunden eingeladen wurden. Violet erläuterte 1992 in einem Schreiben an seinen Nachfolger Amery, nach welchen Kriterien er die Auswahl getroffen habe:
- Personen, die selbst an den Schalthebeln der Macht saßen,
- sowie solche, denen Violet einen reellen Einfluss auf die politischen Entwicklungen in ihrem Land zuschrieb.
- Ausgediente Staatsmänner, die aufgrund ihrer Erfahrung nützliche Ratschläge geben konnten.

Die Teilnehmer an den ersten Gesprächsrunden waren hauptsächlich Männer, die Violet bereits aus seiner Arbeit für den SDECE und als internationaler Rechtsberater kannte. Laut dem Historiker Adrian Hänni stammten sie aus den Regierungskreisen der Benelux-Staaten und Italiens. Einige der Mitglieder seinen dem Opus Dei und den Maltesern nahegestanden. Großmann nennt Franz Josef Strauß, Otto von Habsburg, Antonio Sánchez de Larragoiti, und mehrere Mitglieder aus kirchlichen Kreisen. Anfangs konnte man sich problemlos auf Französisch verständigen, auf Dolmetscher wurde aus Sicherheitsgründen verzichtet.
Antoine Pinay selbst sagte später in einem Interview mit der Libération, er habe an mehreren Treffen teilgenommen, die auf Jean Violets Initiative hin „mit äußerst ehrenwerten Menschen“ stattfanden. Otto von Habsburg behauptete, in keiner Vereinigung oder Gesprächsrunde konnte man mehr und bessere Informationen erhalten als bei den Treffen des Cercle. Konrad Adenauer sprach vom Pinay Cercle als „einem der einflussreichsten, geheimnisvollsten und … exklusivsten politischen Clubs im Westen“. Großmann arbeitete heraus, dass das Hauptziel der Gruppe der Informationsaustausch und das Schaffen von Freundschaftsnetzen zwischen den „Mächtigen“ Westeuropas war. Nach Jean Violets eigener Darstellung setzte sich der Cercle zunächst für eine Aussöhnung zwischen Frankreich und (West-)Deutschland ein. Laut dem Historiker Adrian Hänni war die Gründungsvision des Kreis eine Integration des katholischen Europas. Die katholische Ausrichtung wurde dadurch unterstrichen, dass Monsignore Yves-Marc Dubois bei Treffen des Kreis eine Messe zelebrierte und Meditationen anbot.
Anfänglich rekrutierten sich Le Cercle hauptsächlich aus Politikern und Diplomaten, die sich für die politische und wirtschaftliche Integration des Alten Kontinents einsetzten. Hinzu kamen mit der Zeit Bankiers, Industrielle, Akademiker, Journalisten und Leiter von Geheimdiensten.

### 1969–1980: Transatlantische Ausrichtung
Ab Ende der 1960er-Jahre nahmen Gespräche über „die notwendige Freundschaft zwischen Europa und den Vereinigten Staaten“ mehr Platz bei den Zusammenkünften ein. Als erster US-Amerikaner wurde David Rockefeller im Oktober 1967 durch Carlo Pesenti in den Kreis eingeladen. Rockefeller beschreibt in seinen Memoiren die langen Hintergrundberichte, die Jean Violet über die Gefahr der von den Sowjets unterstützen „nationale Befreiungskriege“ in Asien, Afrika und Lateinamerika hielt. Aufgrund der ultrakonservativen Ansichten einiger Teilnehmer zog sich Rockefeller schließlich auf Rat seiner Geschäftspartner aus dem Cercle zurück.  Hänni stellte fest, dass „die Führer der Gruppe zunehmend Strategien in Betracht zogen, um die öffentliche Meinung zu beeinflussen, und zu diesem Zweck ein ‚Cercle-Netzwerk‘ aus assoziierten Organisationen, Instituten und Denkfabriken bildeten, die sowohl die Sowjetunion als auch die vermeintlich ‚linken‘ Regierungen oder Oppositionsbewegungen in Europa und der Dritten Welt bekämpften“. Dafür erhielt Le Cercle auch Finanzierung von der CIA.
Die Mitglieder waren damals wie heute in der Regel strikte Antikommunisten, darunter auch Mitglieder der World Anti-Communist League. So nahm der Generalsekretär der mosambikischen Untergrundorganisation Renamo an Cercle-Konferenzen teil. Mit der Unita wurde eine weitere Gruppe unterstützt, die vom Apartheidregime in Südafrika im Kampf gegen linke afrikanische Nachbarregierungen eingesetzt wurde. Wie Briefe von südafrikanischen Diplomaten belegen, nahmen diese spätestens ab 1977 an Cercle-Konferenzen teil. Südafrika und Oman waren die ersten Länder außerhalb Nordamerikas und Europas, in denen Konferenzen der Gruppe stattfanden. Aus Europa nahmen spätestens seit Ende der 1960er-Jahre Vertreter des Vereinigten Königreichs und der beiden Diktaturen Portugal und Spanien an den Zusammentreffen teil. In den 1970er und 1980er Jahren war die Organisation damit ein großer Unterstützer des Apartheidstaats in Südafrika, wobei diese im Gegenzug Gelder aus Südafrika erhielt. Die Organisation fungierte auch als Interessenvertretung für die diktatorischen Regime von Francisco Franco in Spanien und António de Oliveira Salazar in Portugal. Der Kreis förderte die politischen Karrieren von Konservativen wie Valéry Giscard d’Estaing, Margaret Thatcher, Ronald Reagan und Franz Josef Strauß.
Die Geheimhaltung rund um den Kreis erhielt in den 1980er-Jahren erste Brüche. 1980 hatte Der Spiegel über vielfältige Kontakte von Franz-Josef Strauß zu Geheimdienstlern in aller Welt berichtet und dabei auch die stets streng geheimgehaltene Teilnahme des CSU-Chefs an Treffen eines mysteriösen „Cercle“ enthüllt. Der persönliche Referent des bayrischen Innenministers Tandler forderte daraufhin Informationen zur Gruppe an; Hans Langemann erläuterte in einer vertraulichen Notiz:

„Bei dem in erkennbar diffamierender Absicht genannten CERCLE handelt es sich, soweit meine früheren BND-Kenntnisse und mein jetziges Wissen reichen, um einen losen Zusammenschluß etwa zweimal im Jahr und an verschiedenen Orten tagender konservativ-antikommunistischer Politiker, Publizisten, Bankiers und VIP's anderer Berufsrichtungen, der im Ursprung auf den ehemaligen französischen Ministerpräsidenten Antoine PINAY zurückgeht. Der Kreis, zu dem auch Gäste geladen werden, besteht bis heute fort.“

Langemann behauptete zudem, es habe sich 1980 ein Innerer Kreis innerhalb des Cercle etabliert. Dieser bestehe aus dem Cercle-Vorsitzenden Jean Violet, Hans Graf Huyn, Brian Crozier, Nicholas Elliott (Ex-SIS), Richard G. Stilwell (US-Armee) und einem Mr. Jamesson (Ex-CIA). Erörtert worden seien im Januar 1980 eine internationale publizistische Aufwertung von Franz-Josef Strauß, eine Beeinflussung der Lage in Rhodesien und Südafrika „im konservativeuropäischen Sinn“ und der Aufbau einer Radiostation in Saudi-Arabien. Bereits zehn Jahre zuvor hatte Violet ein Interview Strauß’ im Journal du Parlement organisiert, Pesenti hatte die Übersetzung von Strauß’ Buch 1969 ins Italienische finanziert.
Laut Langemann hatte Brian Crozier 1980 dem Kreis ein Papier vorgelegt, in dem er einen Regierungswechsel in Deutschland als Ziel angab. Langemann behauptete weiters, Crozier nutze seine Verbindungen zu Robert Moss, Fred Luchsinger, und Gerhard Löwenthal für das Einstreuen medialer Propaganda.

### Seit 1980: Britische Prägung
Seit Croziers Amtsantritt hatte der Cercle ausschließlich britische Vorsitzende. Auch nach dem Kalten Krieg soll die Gruppe einflussreich geblieben sein und 1997 wurde er in einem der wenigen Berichte über die Gruppe vom britischen Independent als „stärker als je zuvor“ bezeichnet. Ende der 1990er Jahre erhielt der Cercle einige Aufmerksamkeit, nachdem ein Skandal um Jonathan Aitken, den damaligen Vorsitzenden des Cercle, ausgebrochen war, der nach einer Verurteilung wegen Meineids und Rechtsbeugung aus dem Kreis ausgeschlossen wurde. Dies stellte einen der wenigen Fälle dar, in denen ein Mitglied des Kreises (anonym) ein Statement über den Club gegenüber einem Medium abgab. Dass Aitken den Vorsitz innehatte, wurde erst mit seinem Rücktritt publik. Als weiteres führende Mitglied des Cercle neben den Vorsitzenden galt Anthony Cavendish, dem die Verschwörungstheorien über das Forum gefallen haben sollen. Der Independent listete 1997 eine Reihe mutmaßlicher Teilnehmer von Cercle-Konferenzen auf.
Le Cercle soll über die Unterstützung der Aktivitäten von Otto von Habsburg eine wichtige Rolle beim Fall des Eiserner Vorhangs gespielt haben. Ab den 1990er-Jahren waren Reformen in den post-kommunistischen Ländern Gesprächsstoff im Cercle.  Nach dem Ende des Kalten Krieges wurden mit Veränderung der politischen Weltlage auch Gäste z. B. aus dem Nahen Osten eingeladen.
Im Juni 2004 fand die Konferenz des Kreis in Belgrad statt. Zu diesem Anlass gab Alexander von Jugoslawien einen offiziellen Empfang im Königlichen Palast zu Ehren des Forums.
Wikileaks veröffentlichte einen Einladung, die Circle-Vorsitzender Michael Kerr 2012 an den saudischen Vizeaußenminister Prinz Abdulaziz geschickt hatte. In dem Brief führte der Marquess eine Reihe an vergangenen Sprechern auf Cercle-Konferenzen an und dass es aktuell 80 bis 100 wiederkehrende Konferenzteilnehmer gebe.
Die britischen Abgeordneten Rory Stewart und Nadhim Zahawi waren in den 2010er Jahren Vorsitzende von Le Cercle und gleichzeitig Mitglieder des Sonderausschusses für auswärtige Angelegenheiten des britischen Parlaments. Keiner der beiden Abgeordneten hat dem britischen Parlament gegenüber den Vorsitz von Le Cercle erklärt.
2021 berichtete Declassified UK, dass Le Cercle acht Politiker der Tories im Vereinigten Königreich mit Geldern unterstützt hatte, darunter waren Handelsminister Greg Hands und Wirtschaftsminister Kwasi Kwarteng, der knapp 5000 Pfund für eine Reise mit Norman Lamont nach Bahrain erhalten hatte. Auch andere britische Politiker wie David Lidington wurden von Le Cercle für ihre Teilnahme an Cercle-Konferenzen bezahlt.

## Vorsitzende
Die Vorsitzenden der Gruppe waren:
- 1953–1971: Antoine Pinay
- 1971–1980: Jean Violet
- 1980–1985: Brian Crozier
- 1985–1993: Julian Amery
- 1993–1996: Jonathan Aitken
- 1996–2008: Norman Lamont
- 2008–2013: Michael Ancram
- 2013–2014: Rory Stewart
- 2015–2018: Nadhim Zahawi

## Teilnehmer
Zu den Teilnehmern der Treffen des Cercle gehörten u. a. folgende Personen:
- Konrad Adenauer[9]
- Michael Ancram
- Giulio Andreotti[18]
- Jonathan Aitken[14]
- Julian Amery
- Nadhmi Auchi[9]
- Franz Josef Bach[14]
- John R. Bolton[1]
- Zbigniew Brzeziński[9]
- William J. Casey[14]
- William Colby[14]
- Paul Channon, Baron Kelvedon[14]
- Brian Crozier[14]
- Alan Duncan[31]
- Hans Filbinger[7]
- Otto von Habsburg[18]
- Karl-Günther von Hase[7]
- Hans Graf Huyn[7]
- Hussein I. von Jordanien[9]
- Henry Kissinger[14]
- Norman Lamont[9]
- Timothy Landon[7]
- Ortwin Lowack[7]
- Jean Monnet[9]
- John Negroponte[1]
- Richard Nixon[18]
- Carlo Pesenti[9]
- Antoine Pinay[18]
- David Rockefeller[9]
- Donald Rumsfeld[1]
- Qabus bin Said[9]
- Antonin Scalia[1]
- Robert Schuman[9]
- Christian Schwarz-Schilling[7]
- Norman Schwarzkopf[9]
- Rory Stewart[28]
- Franz Josef Strauß[19]
- Margaret Thatcher[18]
- Jean Violet
- Paul Volcker[9]
- Jürgen Warnke[7]
- Nadhim Zahawi[28]